# Janusz Woytoń
Janusz Woytoń (ur. 1932 w Tarnopolu, zm. 25 grudnia 2022) – polski lekarz, przedstawiciel nauk medycznych specjalizujący się w położnictwie i ginekologii.
Od 1938 uczęszczał do szkoły we Lwowie, w latach 1942–1944 w formie tajnego nauczania. Po repatriacji kontynuował naukę w Gliwicach, gdzie w 1949 zdał maturę. W tym samym roku podjął studia na Wydziale Lekarskim Uniwersytetu i Politechniki we Wrocławiu. 
Po ukończeniu studiów w 1954 został zatrudniony w Szpitalu Położniczo-Ginekologicznym im. L. Neugebauera we Wrocławiu. W 1961 uzyskał w Akademii Medycznej we Wrocławiu tytuł doktora, a w 1969 doktora habilitowanego nauk medycznych. W 1988 otrzymał tytuł profesora zwyczajnego.
Prowadził badania dotyczące zmian biochemicznych i biofizycznych płynu owodniowego u kobiet z ciążą powikłaną. Obserwował w nim zmiany stężeń elektrolitów, białek, kreatyniny oraz aktywności enzymów proteolitycznych.  

## Wybrane publikacje
- Fizjopatologia płynu owodniowego (1981, wspólnie z Tadeuszem Pisarskim, ISBN 83-200-0450-0)

## Wyróżnienia i nagrody
- Krzyż Komandorski Orderu Odrodzenia Polski (2002)
- doktorat honoris causa Warszawskiego Uniwersytetu Medycznego (2011)